# Апраксина, Софья Осиповна
Графиня Софья Осиповна Апраксина, урождённая Закревская (1743—18??) — фрейлина императрицы Елизаветы Петровны; племянница её предполагаемого супруга Алексея Разумовского.

## Биография
Дочь простого казака Осипа Лукьяновича Закревского (позднее — генеральный обозный Малороссии), с 1739 года женатого на Анне Григорьевне Разумовской, сестре графов Алексея и Кирилла Разумовских.
В 1746 году императрица Елизавета Петровна пригласила в Петербург всех племянников и племянниц графа Разумовского. Они были помещены во дворце. К ним была приставлена мадам Шмидт, жена придворного трубача, позже гофмейстерина. Не только граф Алексей Разумовский, но и сама императрица любила и ласкала их, что подавало повод к разным слухам об их происхождении. Особенно императрица полюбила дочерей Анны Григорьевны Закревской, Марину и Софью.
В 1756 году Софья Закревская была взята ко двору и пожалована во фрейлины, а 18 декабря 1758 года в день рождения императрицы была обручена с поручиком конной гвардии графом Николаем Фёдоровичем Апраксиным. Свадьба состоялась в 1759 году в придворной церкви.

### Племянница Разумовского

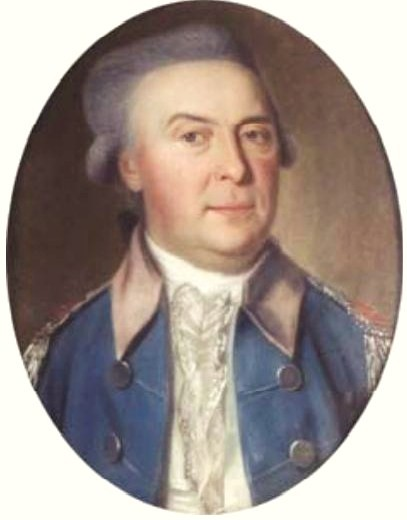
Николай Фёдорович Апраксин

Приобрела большое влияние на своего дядю, графа Кирилла Григорьевича Разумовского, и после смерти его жены в 1771 году переехала к нему в дом, где прожила более 30 лет. Красивая, умная, хитрая, властолюбивая, скупая и жадная, она, пользуясь добродушием и бесхарактерностью старого фельдмаршала, Апраксина скоро сделалась полной хозяйкой в доме, не оставляя Разумовского ни в Москве, ни в Санкт-Петербурге, ни в Батурине.
Её положение в доме, хотя и прикрываемое близким родством, было весьма двусмысленным, и привело к отдалению от фельдмаршала его детей, особенно старших дочерей, с которыми Апраксина была в открытых враждебных отношениях, настраивая против них и отца. Бегство из дворца императрицы дочери фельдмаршала, фрейлины Елизаветы Кирилловны к женатому генерал-адъютанту графу П. Ф. Апраксину, свояку Софьи Осиповны, испортившему этим и свою репутацию, и последующий брак против воли Разумовского и императрицы только усилили конфликт. Младшая дочь фельдмаршала, Прасковья против воли была выдана замуж за графа И. В. Гудовича, к брату которого Михаилу благоволила Софья Осиповна.
Из всех детей фельдмаршала только Андрей Кириллович, вечно нуждавшийся в деньгах, иногда заискивал, хотя и безуспешно, перед своей всемогущей двоюродной сестрой. «Сколько я папеньку ни просила, но он вовсе отказался, — говорит, что он не в состоянии никакой помощи дать, что сам в нужде и долги надо платить. Не поверишь, как мне досадно! Я ему напоминала, что он прежде тебе обещал, а теперь отказывается. Он и на меня сердится, и Михайла Васильевич был тому свидетелем, сколько я его мучала, но никакого успеха не получила» — так отвечала Софья кузену. Одновременно вместе со своим приятелем Гудовичем, она хлопотала о сокращении расходов щедрого Разумовского, о надзоре за управителями, о сокращении батуринской дворни.

В 1796 году Разумовского в Ягутине посетил его старый друг граф Сиверс, который так писал дочери об этом визите:
Удовольствие моё с ним свидеться было сильно помрачено жалким состоянием его здоровья. Он страдает одышкой и очень ослабел. При нём не было никого из сыновей и дочерей, но находилась старая его подруга, вдовствующая графиня Апраксина, и генерал-майор Гудович.
 М. В. Гудович находился при Софье Осиповне и в Батурине 9 января 1803 года, когда скончался Кирилл Разумовский. Это привело к новому витку конфликта с детьми фельдмаршала. Андрей Разумовский открыто обвинял Апраксину в неправомерном распоряжении оставшимся после отца движимым имуществом.
Прямодушная и самостоятельная в своих суждениях Наталья Кирилловна Загряжская писала брату: "Из всех семейных историй самая крупная — это история Софьи. Она до того возмутительна, что у меня едва хватает духа говорить о ней. Никогда женщина эта не была наглее, бесстыднее, и в более открытых отношениях кое к кому, и никогда лучше её не принимали, более не ласкали, усерднее за ней не ухаживали. Потёмкин ей друг; Корсаков приглашает её на свои концерты, куда обыкновенно зовут самых приближённых. Она бывает на маленьких балах у Государыни и вскоре, я в этом убеждена, будет постоянно приглашаема ко двору. Напрасно ищешь всему этому причины — разве аналогия вкусов. Каждый раз, когда подумаю об этой женщине, мне приходят на ум стихи из «Федры»:
О боги! Ведомо вам все. Так что ж, она

За добродетели свои награждена?

Сведения о жизни Апраксиной после смерти Разумовского и дата её смерти неизвестны.

## Семья
Графиня С. О. Апраксина имела двоих сыновей, умерших в детстве, и дочь:
- Вера Николаевна (2.11.1768—22.11.1845) — была замужем за графом П. В. Завадовским.
- Ипполит Николаевич (23.11.1771—21.02.1774) — погребён в Александро-Невской лавре
- Орест Николаевич (17.01.1774—31.01.1774) — погребён в Александро-Невской лавре

## В беллетристике
Одна из героинь исторической повести Михаила Казовского «Арестанты любви» («Подвиг», 2015), в основу сюжета которой положена история любви Елизаветы Разумовской и Петра Апраксина.